# Bom Sucesso (Minas Gerais)
Bom Sucesso es un municipio brasileño del estado de Minas Gerais. Su población estimada en 2018 es de 17 598 habitantes, según el Instituto Brasileño de Geografía y Estadística (IBGE).

## Toponimia
El topónimo se originó de homenaje a la patrona del municipio, Nuestra Señora del Buen Suceso.

## Historia
Según una leyenda local, hacia 1720, habría pasado por las tierras que constituyen el actual el municipio de Bom Sucesso, un gobernador que se dirigía de São Paulo a Goiás, con su esposa embarazada. Ella allí sintió los primeros dolores del parto, que ocurrió normalmente. En cumplimiento de una promesa hecha, el gobernador ordenó que allí se erigiera una pequeña capilla, dedicada a la Virgen del Buen Suceso.
La comunidad nació alrededor de la capilla y creció por el comercio y la agricultura. En 1824 fue elevada a parroquia y en 1887 se construyó una estación del Ferrocarril Oeste de Minas. En 1891 el distrito de Bom Sucesso es subordinado al municipio de São João del-Rei, obteniendo posteriormente la autonomía municipal.

## Clima
Según la clasificación climática de Köppen, el municipio se encuentra en el clima tropical de altitud Cwa.